# Бжезьно (гміна Чарнкув)
Бжезьно (пол. Brzeźno, нім. Briesen, 1939-45: Hohenbriesen) — село в Польщі, у гміні Чарнкув Чарнковсько-Тшцянецького повіту Великопольського воєводства.
Населення — 754 особи (2011).
У 1975-1998 роках село належало до Пільського воєводства.

## Демографія
Демографічна структура станом на 31 березня 2011 року:
|          | Загалом | Допрацездатний вік | Працездатний вік | Постпрацездатний вік |
| -------- | ------- | ------------------ | ---------------- | -------------------- |
| Чоловіки | 369     | 73                 | 273              | 23                   |
| Жінки    | 385     | 75                 | 237              | 73                   |
| Разом    | 754     | 148                | 510              | 96                   |